# If You Feel My Love (album)
'If You Feel My Love' este albumul de debut al trupei Blaxy Girls.

## Promovare

### Discuri Single
- 'If You Feel My Love'
- 'Oare Trebuie să Pierzi' - doar în România
- 'Dear Mama'
- 'Nu Suporți' - remixul "I Have My Life"
- 'Hey Hey' - urmează să fie lansat

## Melodii
- If You Feel My Love
- If You Feel My Love-Cheaow Remix
- Oare Trebuie să Pierzi
- Tu
- Daaa...
- Dear Mama
- Poate Nu Crezi În Tine
- Hey Hey
- Sar
- Respir Încet
- Amândoi
- Nu Suporți
- Și Totuși...
- You're Like